# Kurt Diemberger
Kurt Diemberger (* 16. března 1932) je rakouský horolezec. Jde o jednoho ze dvou horolezců (a jediného žijícího, druhým byl Hermann Buhl), kteří mají na kontě dva prvovýstupy na osmitisícovky. Celkem za svou kariéru vystoupil na šest osmitisícovek. Stal se také filmařem – filmoval na K2, Mount Everestu nebo Nanga Parbatu.

## Život
Diemberger vystudoval univerzitu ve Vídni.
V roce 1957 uskutečnil s Hermannem Buhlem prvovýstup na Broad Peak a o tři roky později vystoupil jako první se skupinou pěti dalších horolezců na Dhaulágirí. V roce 1957 byl rovněž jediným svědkem smrtelné nehody Hermanna Buhla na Čogolise.

### Výstup a neštěstí na K2
V roce 1986 dokázal ve věku 54 let vystoupit na K2 a spolu s Rakušanem Willim Bauerem se vrátit do základního tábora, ale jeho spolulezkyně Julie Tullis a čtyři další horolezci při sestupu zahynuli. V předchozích týdnech přitom na K2 zahynulo osm horolezců, a za rok si tak hora vyžádala 13 obětí.
Dne 4. srpna na konci dne dosáhli Diemberger a Tullis vrcholu K2. Záhy po zahájení sestupu však Tullis postihl pád a strhla s sebou Diembergera. Podařilo se jim však zachytit a nezraněni přečkali noc v bivaku ve výšce přes 8000 m. Následující den sestoupili do tábora 4 ve výšce kolem 8000 m, kde je zastihla bouře, kvůli níž byli nuceni opustit svůj nespolehlivý stan a rozdělit se do dvou stanů, v nichž přebývalo dalších pět horolezců. Bouře trvala několik dní, během kterých jim došly zásoby jídla i plynu na rozehřívání sněhu. V noci z 6. na 7. srpna zemřela Julie Tullis, pravděpodobně na vysokohorský otok plic nebo mozku. Sněžit přestalo 10. srpna a navzdory vyčerpání a neustávajícímu větru a mrazu pokračovala trojice Diemberger, Bauer a Polka Dobroslawa Miodowicz-Wolf v sestupu, zatímco Rakušané Alfred Imitzer a Hannes Wieser se zhroutili po několika stech metrech sestupu a Brit Alan Rouse se nacházel v agonii. Večer 10. srpna se Diemberger a Bauer dostali s omrzlinami do tábora 2 a posléze do základního tábora, Wolf zahynula v průběhu sestupu a její tělo bylo nalezeno o rok později.

## Úspěšné výstupy na osmitisícovky
- 1957 Broad Peak (8047 m)
- 1960 Dhaulágirí (8167 m)
- 1978 Makalu (8465 m)
- 1978 Mount Everest (8849 m)
- 1979 Gašerbrum II (8035 m)
- 1984 Broad Peak (8047 m)
- 1986 K2 (8611 m)